# Palec (Dolina Bolechowicka)
Palec – skała w prawym zboczu Doliny Bolechowickiej we wsi Karniowice w województwie małopolskim, w powiecie krakowskim, w gminie Zabierzów. Jest to teren Wyżyny Olkuskiej w obrębie Wyżyny Krakowsko-Częstochowskiej. Dolina Bolechowicka, wraz ze znajdującymi się w niej skałami znajduje się w obrębie Rezerwatu przyrody Wąwóz Bolechowicki, dopuszczalne jest jednak uprawianie w niej wspinaczki skalnej.
Palec znajduje się w najwyższej części prawego zbocza Doliny Bolechowickiej, powyżej Zamarłej Turni. Jest to igła skalna o wysokości 10 m. Tuż za nią, w kierunku północno-zachodnim ciągnie się mur skalny, od strony Doliny Bolechowickiej podcięty pionową ścianą. Zbudowany z wapieni Palec i ciągnący się za nim mur skalny są obiektem wspinaczki skalnej. Wspinacze poprowadzili na nich 4 drogi wspinaczkowe o trudności od IV do VI.2+ w skali polskiej. Brak stałych punktów asekuracyjnych, asekuracja własna, lub na wędkę.
1. Krogulec odwłoka; VI.2 +, asekuracja na wędkę
2. Prawy filarek, IV, asekuracja własna
3. Środek białej ścianki, VI+, asekuracja na wędkę
4. Lewy kominek; IV, asekuracja własna[1].

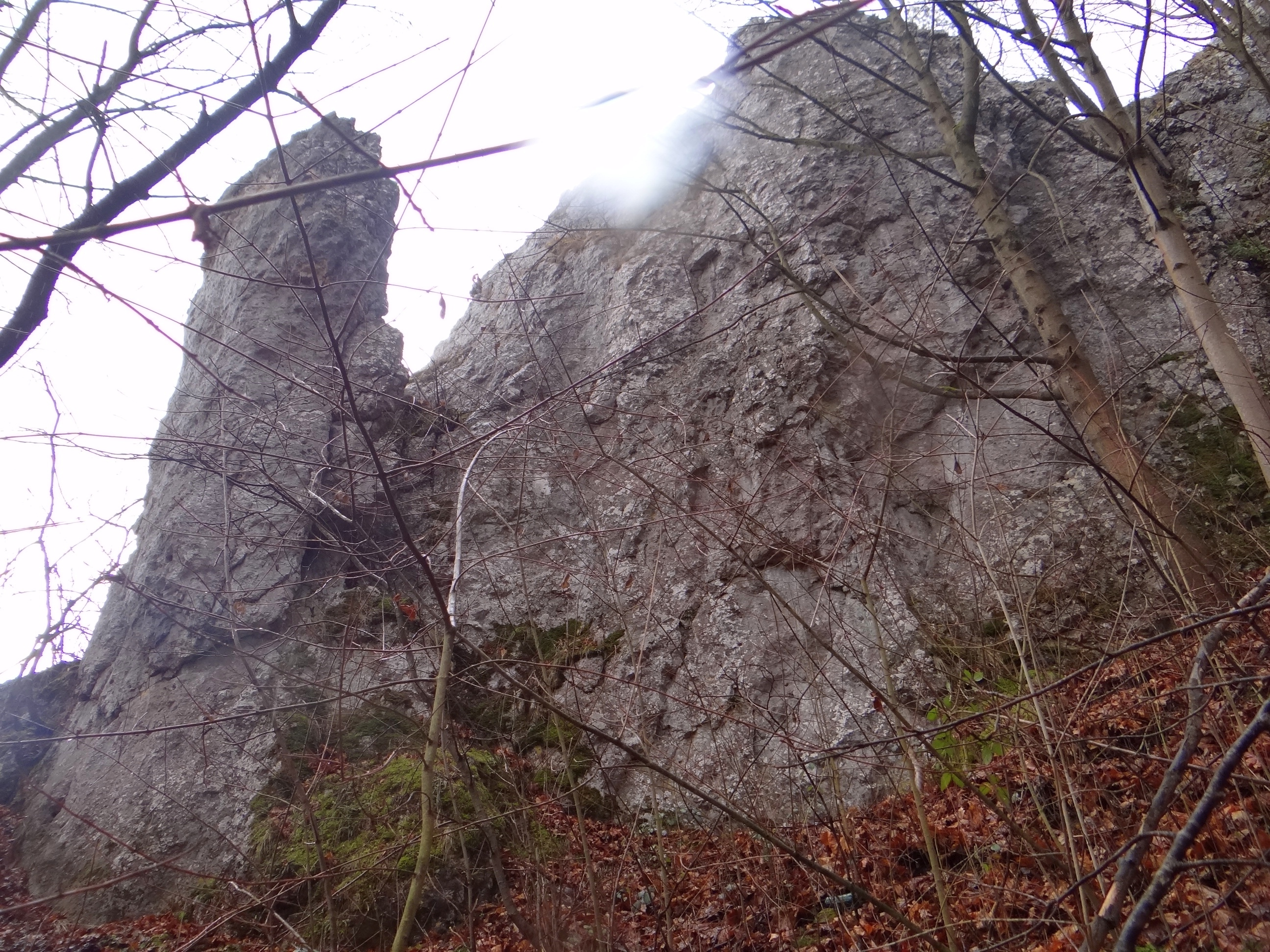
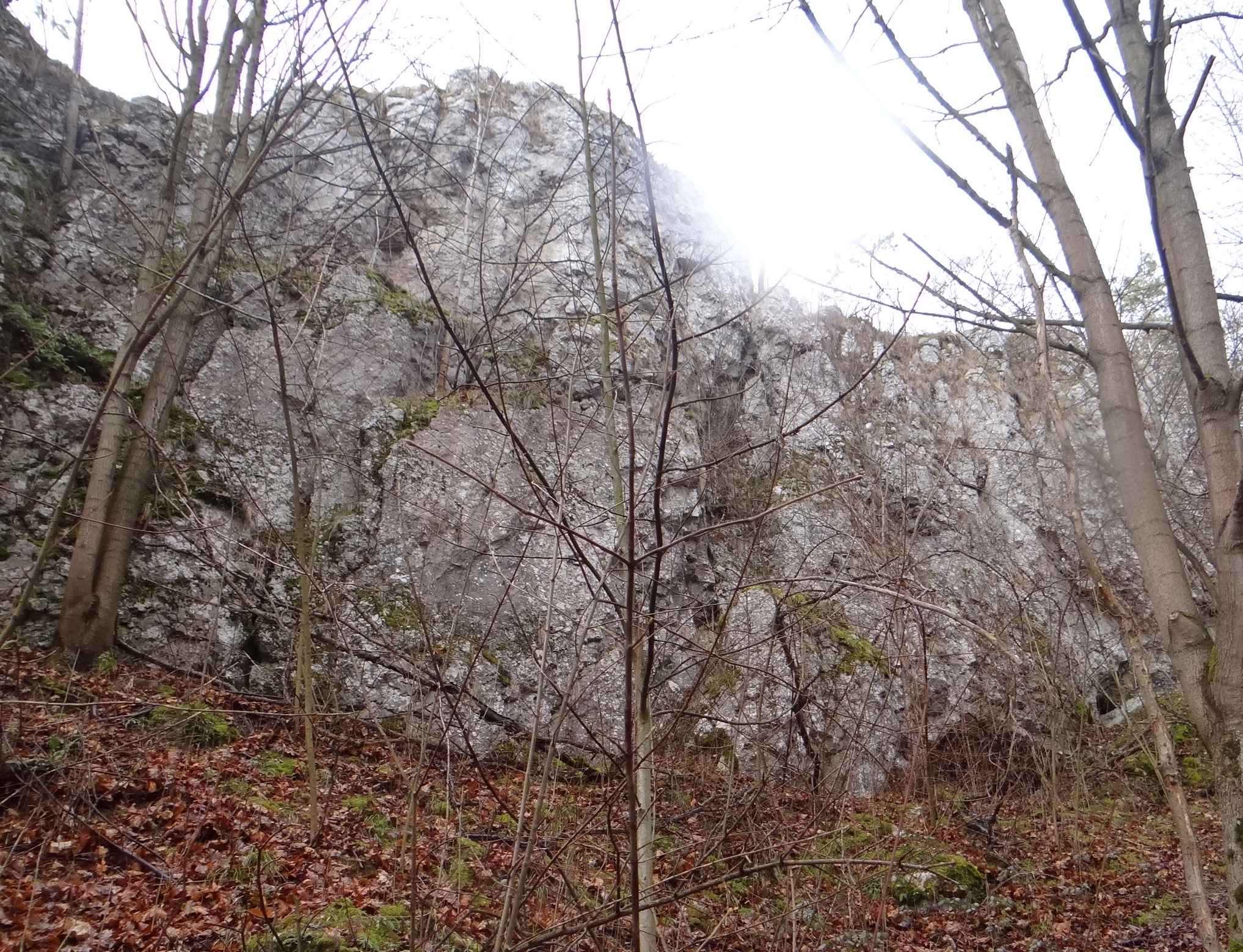
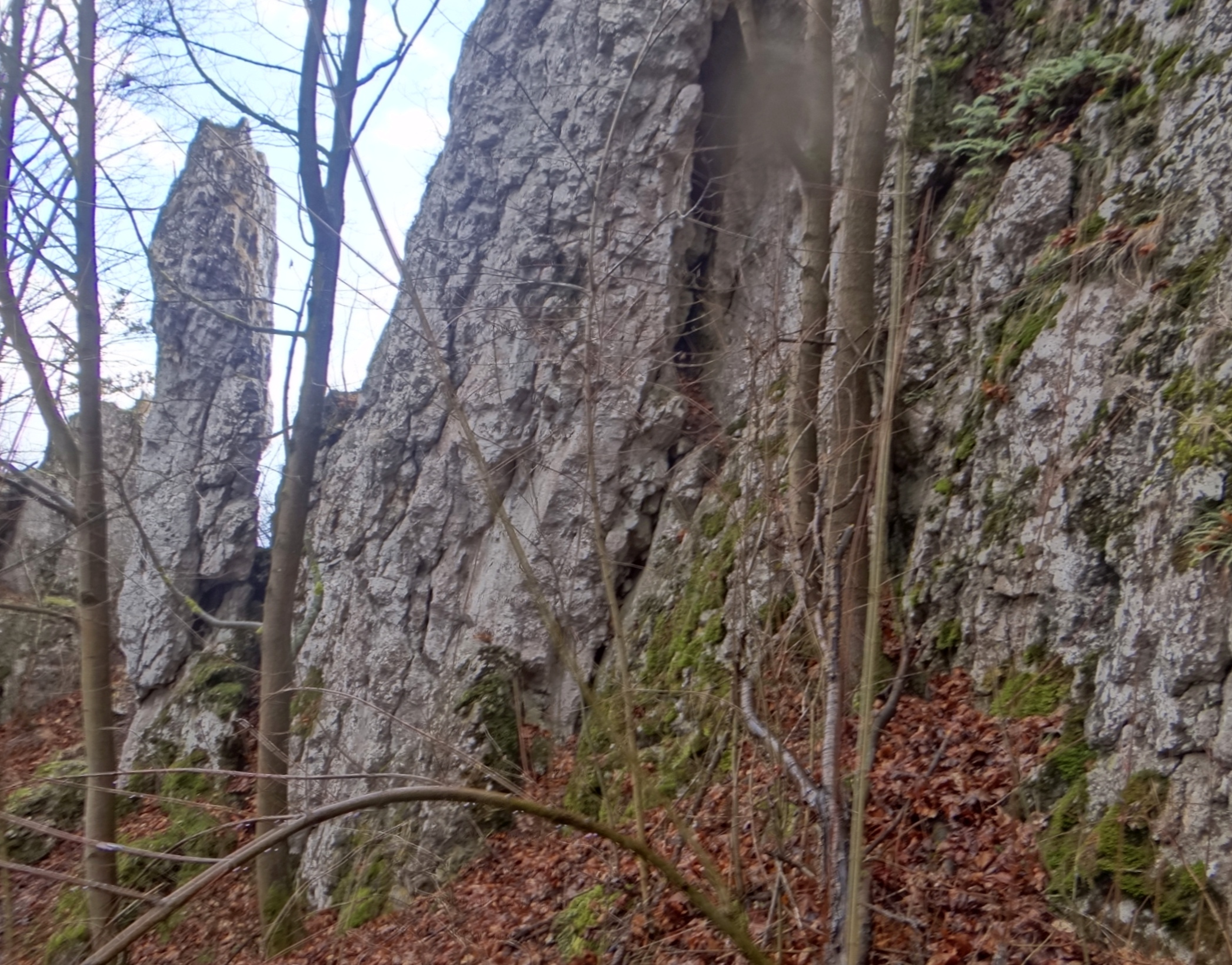
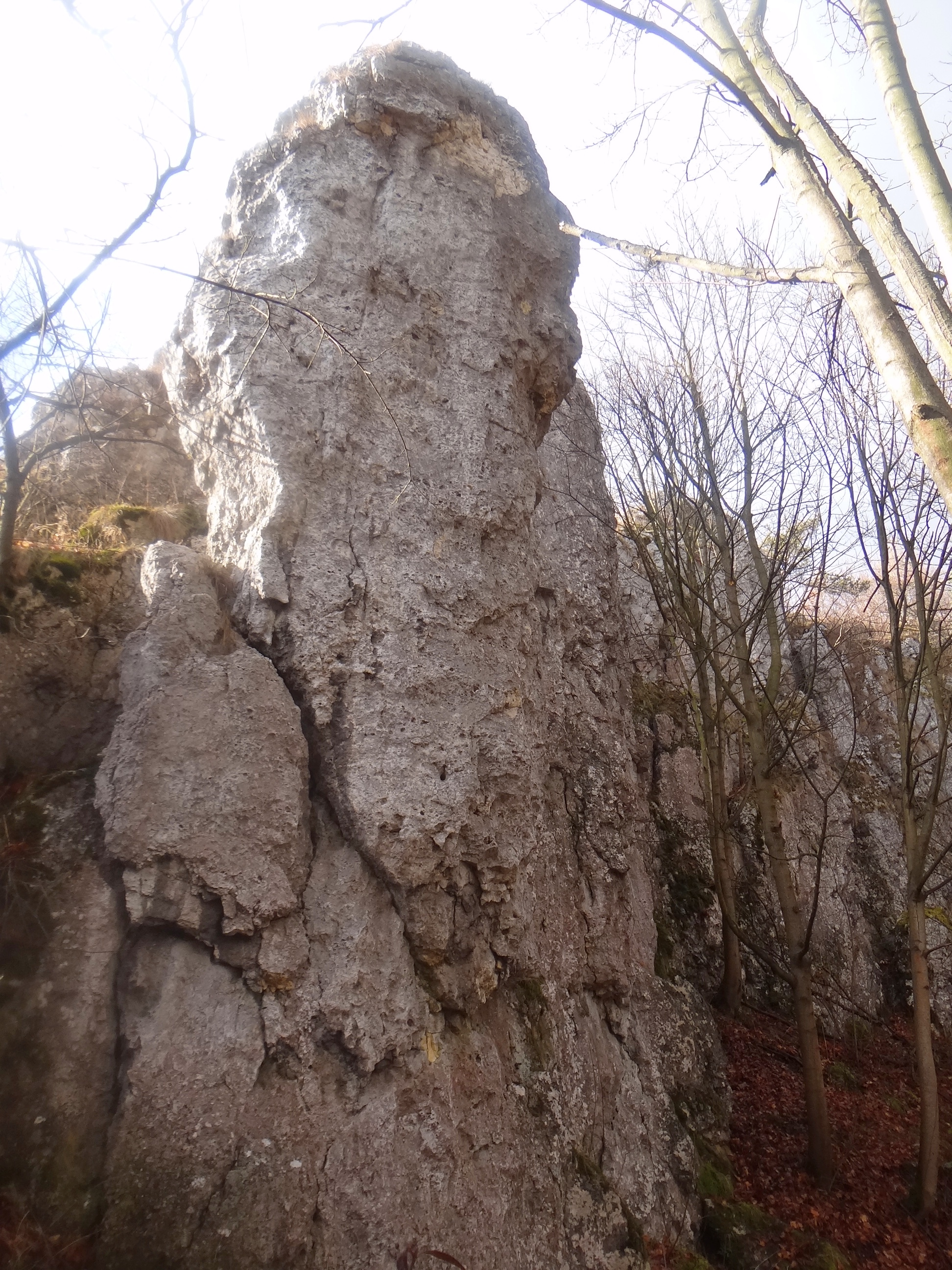
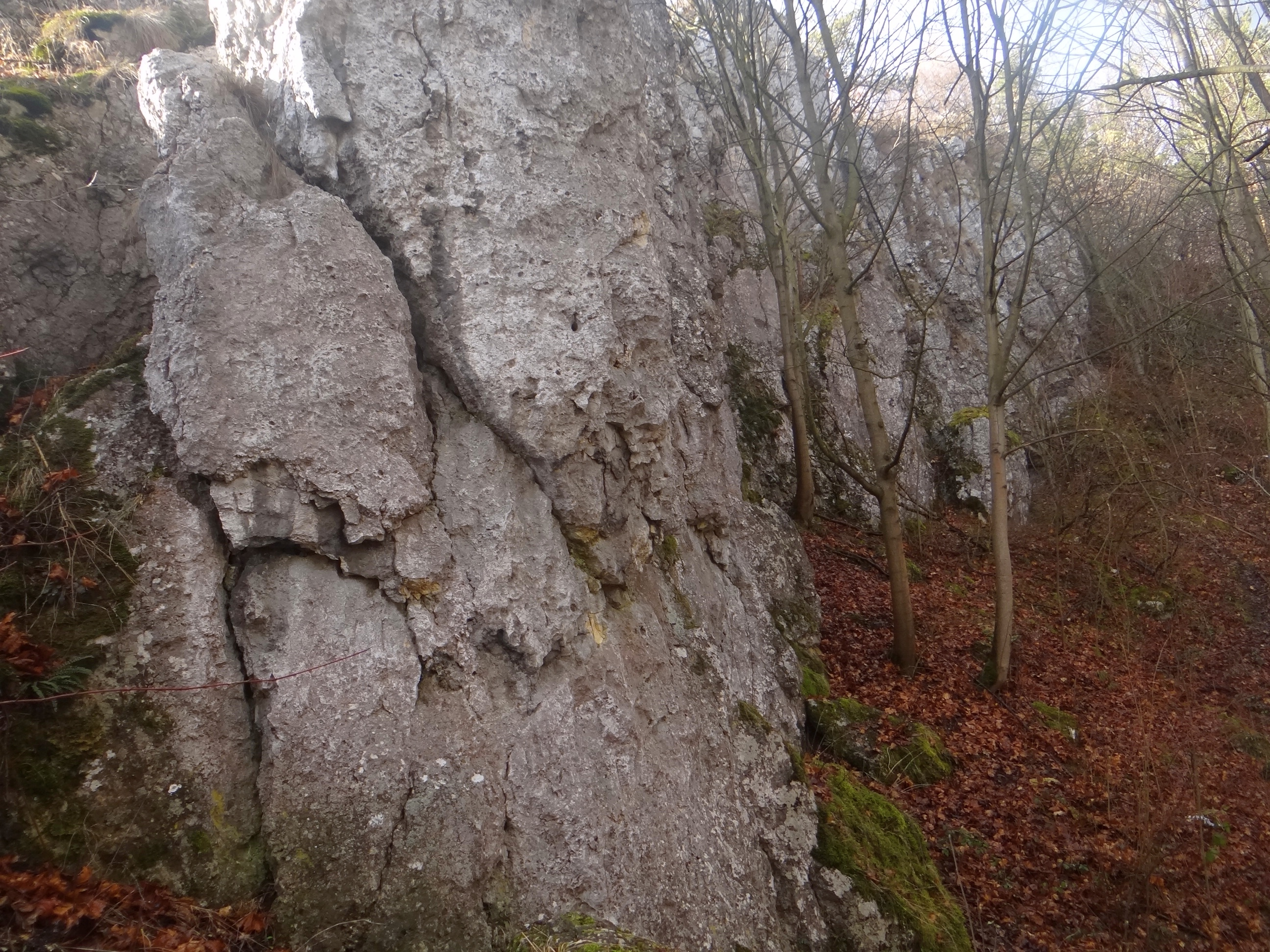

W murze skalnym obok Palca znajduje się Jaskinia Bezimienna.